# Poste de la libertad

Un "Poste de la libertad" rematado con por un gorro frigio.

Un poste de la libertad es una barra alta de madera, a menudo utilizada en lugar de un asta, plantada en la tierra y rematada con un gorro frigio. El símbolo fue originado después del asesinato del dictador romano Julio César por un grupo de senadores de Roma en los idus de marzo del año 44 a. C. Inmediatamente después de que el césar fuera asesinado, los líderes de la conspiración fueron al Foro Romano; un píleo (un tipo de gorro que identificaba a un esclavo liberado) fue colocado sobre un palo para simbolizar que el pueblo romano había sido liberado del dominio de Julio César, quien los asesinos consideraban que se había convertido un tirano porque sobrepasó la autoridad del Senado y de esta forma representaba una amenaza para la República. En su Apoteosis de Venecia (1585) Paolo Veronese muestra una Venecia (representada como mujer) ascendente flanqueada por varios personajes simbólicos, uno de los cuales representa la Libertad, vestido como campesino levantando un gorro frigio en una lanza. Durante la Revolución francesa, el píleo romano fue confundido con el gorro frigio, y esta confusión llevó al uso del gorro frigio como símbolo de republicanismo.

## Independencia de los Estados Unidos de América

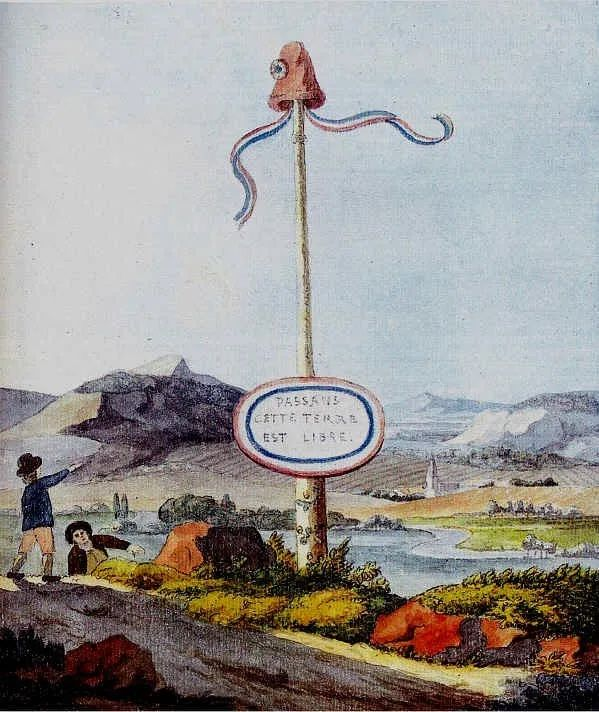
Un poste de la libertad en el río Mosela (actual Luxemburgo) en 1793, en una obra de Johann Wolfgang von Goethe

Estos postes de la libertad eran levantados frecuentemente en las plazas de las ciudades en los años anteriores y durante la Revolución de Estados Unidos, por ejemplo en Concord (Massachusetts), Newport (Rhode Island), Caughnawaga (Nueva York), Savannah (Georgia) y Englewood (Nueva Jersey). Algunos colonos levantaron postes de la libertad en su propia tierra privada. En la ciudad de Nueva York hubo durante 10 años una lucha, muchas veces violenta, por los postes de la libertad, levantados por los Hijos de Libertad. Los postes eran periódicamente destruidos por las autoridades reales (Como en City Hall Park), pero eran reemplazados con otros nuevos por los Hijos de la libertad; un conflicto que continuó desde la derogación de la Ley del Timbre en 1766 hasta que el Congreso Provincial de Nueva York llegó al poder en 1775. El poste de la libertad de la ciudad de Nueva York había sido coronado con una veleta dorada portando una sola palabra: "Libertad". Bajo las Leyes de Extranjería y Sedición de 1798, las autoridades condenaron a varios hombres en Massachusetts por levantar un poste de la libertad portando la inscripción "No Stamp Act, No Sedition Act, No Alien Bills, No Land Tax, downfall to the Tyrants of America; peace and retirement to the President; Long Live the Vice President" ("No a la ley del sello, no a la ley de sedición, no a las leyes de extranjería, no al impuesto sobre tierras, abajo los tiranos de América; paz y retiro al presidente; larga vida al vicepresidente").
En algunas localidades, notablemente en Boston, los árboles de la libertad fueron utilizados con el mismo propósito político, en vez de un poste.
Durante el asedio de Boston, el 1 de agosto de 1775, un poste de la libertad fue levantado en Prospect Hill, una fortaleza en alto con vistas al camino a Boston, que hasta entonces había estado ocupada por los británicos. La banderas del Pine Tree y de la Grand Union estuvieron ondeando en Prospect Hill. El poste de la libertad de 23 metros de altura fue originalmente el mástil de un barco que había sido capturado recientemente: la goleta de la armada británica HMS Diana, después de la batalla de Chelsea Creek el 27 y 28 de mayo de 1775.
Cuando se alzaba una bandera (generalmente roja) en un poste de la libertad, se hacía una llamada para que los Hijos de la Libertad o la gente del pueblo se reunieran y expresaran sus puntos de vista sobre el dominio británico.[cita requerida] Se sabía que el poste era un símbolo de disensión contra el Reino Unido. El símbolo también es visible en muchos sellos y escudos como un signo de libertad e independencia.

## Otros usos

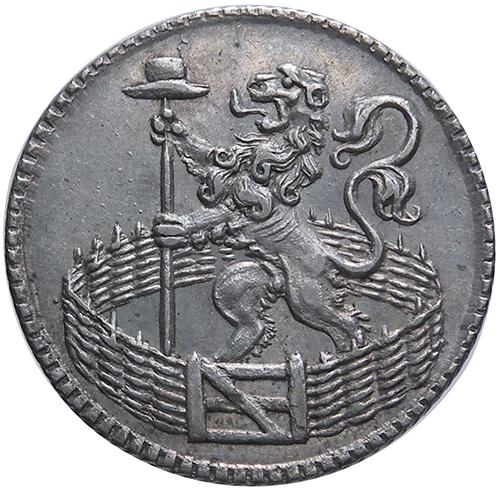
Una moneda holandesa de 1753 mostrando un león portando un poste de la libertad

Durante la rebelión del whiskey, los habitantes del oeste de Pensilvania levantaron estos postes a lo largo de los caminos o en el centro de las ciudades como protesta contra el impuesto federal sobre licores y para evocar el espíritu que representaron los postes de la libertad en las décadas anteriores.
Los arbres de la liberté ("árboles de la libertad") eran un símbolo de la Revolución francesa, el primero fue plantado en 1790 por un sacerdote de un pueblo de Vienne, inspirado en el árbol de la libertad de Boston de 1765. También se plantó uno enfrente del ayuntamiento de Ámsterdam el 4 de marzo de 1795, en celebración de la alianza entre la República francesa y la República Bátava. En 1798, con el establecimiento de la breve República Romana, un árbol de la libertad fue plantado en la Piazza delle Scole de Roma, para marcar la abolición legal del gueto de Roma. Después de la reanudación del dominio papal, los Estados Pontificios restablecieron el gueto de Roma.
La imagen de la libertad sosteniendo una lanza rematada por un gorro frigio aparece en muchas monedas de plata estadounidenses de mediados y finales del siglo XIX.